# Піна (район Ресіфі)
Піна (порт. Pina) — район міста Ресіфі, штат Пернамбуку, Бразилія. Район межує з районами Бразиліа-Теймоза, Вон-В'яжен та відділений річковими рукавами від районів Імбірібейра, Афогадус і Кабанга.

## Ресурси Інтеренту
- Мапа району

| Бразилія | Це незавершена стаття з географії Бразилії. Ви можете допомогти проєкту, виправивши або дописавши її. |